# Peucédan de Corse
Peucedanum officinale subsp. paniculatum
Sous-espèce
Synonymes
- Peucedanum paniculatum Loisel.[2],[3]

Le Peucédan de Corse (Peucedanum officinale subsp. paniculatum) est une sous-espèce de plantes à fleurs de la famille des Apiaceae et de l'espèce Peucedanum officinale. Elle est pérenne et endémique de la Corse.
Elle est parfois considérée comme espèce à part entière, sous le nom de Peucedanum paniculatum Loisel.
Elle est aussi appelée « Peucédan paniculé », nom vernaculaire qui peut néanmoins être appliqué à d'autres espèces du genre. Cette sous-espèce est réputée pour sa phototoxicité.

## Description

### Appareil végétatif
Le Peucédan de Corse est une plante vivace d'une taille de 70 à 120 cm, glabre, d'un vert foncé ; la tige est striée, pleine, à rameaux opposés ou verticillés ; les feuilles inférieures sont grandes, raides, à pétiole cylindrique, non canaliculé, triternatiséquées, à segments pétioles, découpés en lanières filiformes en alêne, canaliculées.

### Appareil reproducteur
Les fleurs sont jaunâtres, en ombelles nombreuses d'un diamètre de 50 et 90 mm, divariquées et formant une panicule, à 10–20 rayons inégaux, glabres ; l'involucre est nul ; l'involucelle est à folioles linéaires ; les styles sont plus courts que le stylopode. Le fruit est petit, oblong, plus court que le pédicelle.

### Confusions possibles
Son feuillage finement découpé ressemble beaucoup à celui du Fenouil, (Foeniculum vulgare Mill.). Leur période de floraison est d'ailleurs la même : de juin à septembre. Le Fenouil pousse à des altitudes plus basses et présente une caractéristique facilement détectable : sa forte odeur d'Anis. La confusion peut également se faire avec les feuilles de Férule (Ferula communis L.), même si, comme le Fenouil, la plante pousse à des altitudes plus basses et fleurit avant le Peucédan de Corse (avril à juin). Quand la Férule est en fleurs, la distinction se fait d'ailleurs facilement, sa tige présentant un aspect largement plus imposant (diamètre supérieur).

## Habitat et écologie
Le Peucédan de Corse constitue un facteur déterminant dans la croissance et la répartition du papillon endémique corso-sarde Papilio hospiton Géné. Ce papillon, qui se nourrit également de deux autres plantes, la Férule et la Rue (Ruta corsica DC.), est protégé aux niveaux national et international.

## Répartition
La plante est endémique de Corse, et peut pousser de 500 à 1 600 mètres d'altitude. Le Peucédan de Corse est assez répandu dans le nord et le centre de l'île, principalement dans la région de Corté, de Ghisoni, en Balagne et dans le Cap Corse.

## Photo-toxicité
L'Université de Corse a effectué des recherches sur la composition des huiles essentielles et des extraits de Peucedanum paniculatum, qui ont montré que ces derniers contiennent des furanocoumarines, molécules connues pour leurs effets photo-toxiques.
Les accidents que provoque la phototoxicité surviennent toujours après un contact avec la plante suivi par une exposition à la lumière solaire ; ils sont favorisés par l'humidité. Cette phototoxicité se manifeste par une dermite aiguë, c'est-à-dire une inflammation de la peau, parfois accompagnée par la formation de bulles et de vésicules. Dans nombre de cas, il apparaît ensuite une hyperpigmentation qui peut persister longtemps (dermite en breloque).

## Menaces et conservation
L'espèce est inscrite sur la Liste rouge de la flore vasculaire de France métropolitaine et sur la Liste rouge régionale de la flore vasculaire de Corse, mais ne présente pas de menaces particulières : elle est en préoccupation mineure.